# Ото Мен
Ото Мен је измишљени лик у анимираној ТВ серији Симпсонови. Ради као возач школског аутобуса, иако су његове квалификације за тај посао у најмању руку сумњиве. У 57. епизоди Симпсонових, названој Ото шоу, Ото изјављује да никада нико није погинуо док је он возио, иако је имао 15 саобраћајних несрећа. Негде на средини серије се сазнаје да је он годинама возио школски аутобус иако није имао ни дозволу. Дозволу на крају добија захваљујући Пати и Селми.
У пар епизода Симпсонових Ото је био централни лик, где се може видети да је велики фан рок и хеви метал музике.